# Robert M. Young
Robert Malcolm Young, mais conhecido como Robert M. Young (Nova Iorque, 22 de novembro de 1924 – Los Angeles, 6 de fevereiro de 2024), foi um roteirista, diretor, cineasta e produtor norte-americano.

## Morte
Robert morreu no dia 6 de fevereiro de 2024, aos 99 anos em Los Angeles, Estados Unidos.

## Filmografia
Dentre os filmes que dirigiu se destacam estes:
- Children of Fate: Life and Death in a Sicilian Family (1993)
- Triumph of the Spirit (1989)
- The Plot Against Harry (1989)
- Dominick e Eugene (TV) (1987)
- Sua Santidade e os Homens (1985)
- Deal (1977)
- Alambrista! (1977)
- Nothing But a Man (1964)
- Secrets of the Reef (1956)